# زرمهر (مه‌ولات)
زرمهر (مه ولات)، روستایی از توابع بخش شادمهر شهرستان مه ولات در استان خراسان رضوی ایران است. این روستا با شهر شادمهر و روستاهای خوشدره و قلعه جوق و ظهیر آباد هم‌مرز است و زیر نظر روستای چنار هست

## جمعیت
این روستا در دهستان ازغند قرار دارد و براساس سرشماری مرکز آمار ایران در سال ۱۳۸۵، جمعیت آن ۷۲۷ نفر (۲۳۵خانوار) بوده‌است.